# Ampere Com
Ampere Computing LLC é uma empresa de semicondutores americana com sede em Santa Clara, Califórnia. Esta empresa desenvolve processadores focados em servidores que operam em ambientes de larga escala. Ampere também tem escritórios nas cidades americanas de Portland e Raleigh; em Taipé, Taiwan; Bangalore, Índia; Varsóvia, Polônia; e Ho Chi Minh, Vietnã .

## História
A Ampere Computing foi fundada no outono de 2017 por Renée James, ex-presidente da Intel, com financiamento de The Carlyle Group. James adquiriu um time da MACOM Technology Solutions (anteriormente AppliedMicro) junto a diversas contratações da indústria para iniciar a companhia. A Ampere é licenciadora da arquitetura ARM e desenvolve seus próprios microprocessadores para servidores. Ela fabrica seus produtos na TSMC.
Em abril de 2019, Ampere anunciou seu segundo maior investimento, incluindo investimentos da Arm Holdings e da Oracle Corporation. Em junho de 2019, a Nvidia anunciou pareceria com a Ampere para trazer suporte para a arquitetura de dispositivos de computação unificada. Em novembro de 2019, a Nvidia anunciou uma plataforma de processadores gráficos para servidores ARM, incluindo Ampere.
Na primeira metade de 2020, a Ampere anunciou o Ampere Altra, um processador de 80 núcleos. Também anunciou o Ampere Max, um processador de 128 núcleos que não usa recursos como o Hyper-threading.
Em março de 2020, a empresa anunciou sua parceria com a Oracle. Em setembro do mesmo ano, a Oracle disse que lançaria instâncias de máquina virtual no inicio de 2021 que usaria o Ampere Altra.
Em novembro de 2020, a Ampere foi considerada uma das dez startups de semicondutores pela CRN.
Em maio de 2021, fez parceria com a Microsoft. Em julho daquele ano, a Ampere adquiriu a OnSpecta (startup de tecnologia de inteligência artificial).
Em abril de 2022, a Ampere sinalizou seu interesse em se tornar uma empresa de capital aberto.
Em junho de 2022, a HPE anunciou que o sistema Gen11 Proliant usaria os processadores Ampere Altra e o Ampere Altra Max.
Em julho de 2022, a Google anunciou instâncias T2A que usam Ampere Altra no Google cloud e em agosto de 2022, a Microsoft anunciou suas instâncias que usam tecnologias Ampere no Azure.

## Produtos
A Ampere desenvolve processadores ARM e núcleos de CPU usando a marca Altra. Estes são usados em bancos de dados, codificação de mídias, serviços on-line, aceleração de rede, jogos de celular, processamento de IA, e outras aplicações e programas que precisam ser escalacionados. Processadores Ampere Altra contêm mais núcleos que suas alternativas x86.